# James Sully
Pour les articles homonymes, voir Sully.
James Sully (3 mars 1842 - 1er novembre 1923) est un psychologue britannique.

## Biographie
James Sully est né à Bridgwater, Somerset, le fils de J.W Sully, un marchand baptiste libéral et armateur. Il fait ses études à l'Independent College de Taunton, Regent's Park College, à l'Université de Göttingen, où il étudie sous la direction de Lotze, et à l'Université Humboldt de Berlin, où il étudie sous la direction d'Emil du Bois-Reymond et Hermann von Helmholtz.
Sully se destine à l'origine destiné au ministère non-conformiste et en 1869 devient tuteur classique au Baptist College de Pontypool. En 1871, cependant, il adopte une carrière littéraire et philosophique. Entre 1892 et 1903, il est professeur Grote de philosophie de l'esprit et de logique à l'University College de Londres, où il est remplacé par Carveth Read.
Adepte de l'école associationniste de psychologie, ses vues ont une grande affinité avec celles d'Alexander Bain. Sully écrit des monographies sur des sujets tels que le pessimisme et des manuels de psychologie, dont certains des premiers en anglais, dont The Human Mind (1892). Ses Illusions de 1881 sont saluées tant par Freud que par Wundt.
Sully ouvre un laboratoire de psychologie expérimentale à l'University College de Londres en janvier 1898. En 1901, il est l'un des membres fondateurs de la British Psychological Society et, en fait, convoque personnellement la réunion au cours de laquelle la société est formée.
Sully meurt à Richmond, dans le Surrey, le 1er novembre 1923.
 